# Плячка (филм)
„Плячка“ (на английски: Crawl) е американски природен филм на ужасите от 2019 г. на режисьора Алехандре Аджа, по сценарий на братята Майкъл и Шон Расмусен, продуциран е от Сам Рейми, с участието на Кая Скоделарио и Бари Пепър.

## Актьорски състав
| Актьор          | Роля         |
| --------------- | ------------ |
| Кая Скоделарио  | Хейли Келър  |
| Бари Пепър      | Дейв Келър   |
| Морфид Кларк    | Бет Келър    |
| Рос Андерсън    | Уейн Тейлър  |
| Хосе Палма      | Пийт         |
| Джордж Сумър    | Марв         |
| Ансън Бун       | Стан         |
| Ейми Меткалф    | Лий          |
| Колин Макфарлън | Губернаторът |